# Rete 4
Rete 4 — італійський телеканал, що належить приватній телекомпанії Mediaset. Є одним з найпопулярніших в Італії. Позиціонується як канал із широким жанровим спектром. Має ухил у бік дорослої аудиторії, оскільки транслює переважно кіно, телесеріали, новини та спорт. Один з основних ефірних цифрових телеканалів Італії, його номер в мережі Т2 — 4.

## Програмна політика
За підбором передач можна зробити висновок, що канал адресований традиціоналістам (літнім людям та людям із середнім рівнем освіти), людям, які вважають себе консерваторами.
Інші дослідження аудиторії показують, що канал дивляться переважно одружені домогосподарки і що він націлений на дорослу жіночу аудиторію: там показують телесеріали, як вироблені спеціально для нього, так і куплені, програми про культуру, суспільно-публіцистичні (про здоров'я та вирішення проблем тощо), кінофільми (зокрема нові, а не тільки вже видані на DVD) та спорт.